# Matthew B. Ridgway

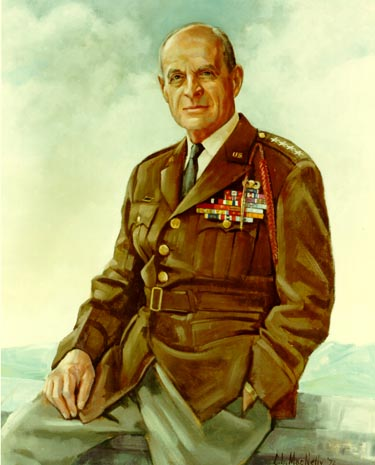
Matthew B. Ridgway

Matthew B. Ridgway, auch Matthew Bunker Ridgway (* 3. März 1895 in Fort Monroe, Virginia; † 26. Juli 1993 in Fox Chapel, Pennsylvania), war ein General der US Army während des Zweiten Weltkrieges und des Koreakrieges.

## Biografie

### Familie
Ridgway stammte aus einer Familie mit starker militärischer Tradition. Ein Vorfahre, Sir Thomas Ridgway, später 1. Earl of Londonderry, gründete im Auftrag von Königin Elisabeth die erste protestantische Kolonie in Irland und war unter James I. Oberkommandierender der britischen Armee in Irland. Der Quäker Richard Ridgway (* 1654) emigrierte 1679 nach Amerika.

Ridgways Vater Thomas Ridgway war Armeeoffizier und als Kommandeur eines Feldartilleriebataillons in Fort Monroe in Virginia stationiert, als Matthew geboren wurde. Seine Mutter war Ruth Starbuck Bunker. Matthew und seine jüngere Schwester Ruth wuchsen in mit der Versetzung des Vaters wechselnden Armeegarnisonen auf.
Ridgway war drei Mal verheiratet, 1917 mit Julia Caroline Blount (beide hatten zwei Töchter), 1930 mit Margaret (Peggy) Wilson Dabney und 1947 mit Mary Prinzess (Penny) Anthony Long. Sein Sohn Matthew, jr. aus dritter Ehe starb 1971 bei einem Autounfall.

### Militärische Laufbahn

#### Ausbildung und frühe Jahre
Matthew besuchte die US Military Academy in West Point und graduierte 1917. Anschließend trat er als Second Lieutenant in die US Army ein und wurde 1917 First Lieutenant. 1918 kehrte er als Spanischlehrer nach West Point zurück. Er absolvierte die weiterführende Offiziersausbildung an der Infanterie-Schule in Fort Benning und wurde 1919 zum Captain (Hauptmann) und 1932 zum Major befördert.
Ridgway erhielt um 1926 das Kommando über eine Infanteriekompanie in Tientsin in China. 1927 wurde er in Nicaragua stationiert und half dort 1927 die ersten freien Wahlen zu überwachen. Weitere Stationen waren Bolivien und Paraguay sowie ein Posten als Militärberater des Gouverneurs der Philippinen (1930). Von 1935 bis 1937 besuchte er das Command and General Staff College in Fort Leavenworth, Kansas. 1940 wurde er zum Lieutenant Colonel (Oberstleutnant) und 1941 zum Colonel (Oberst) befördert. Er war dann stellvertretender Stabschef der Zweiten und der Vierten US-Armee und danach bis Januar 1942 beim Stabschef der US-Armee General George C. Marshall tätig, u. a. mit Planungen für den künftigen Kriegsschauplatz in Europa. Er wurde im Januar 1942 zum Brigadegeneral befördert.

#### Zweiter Weltkrieg

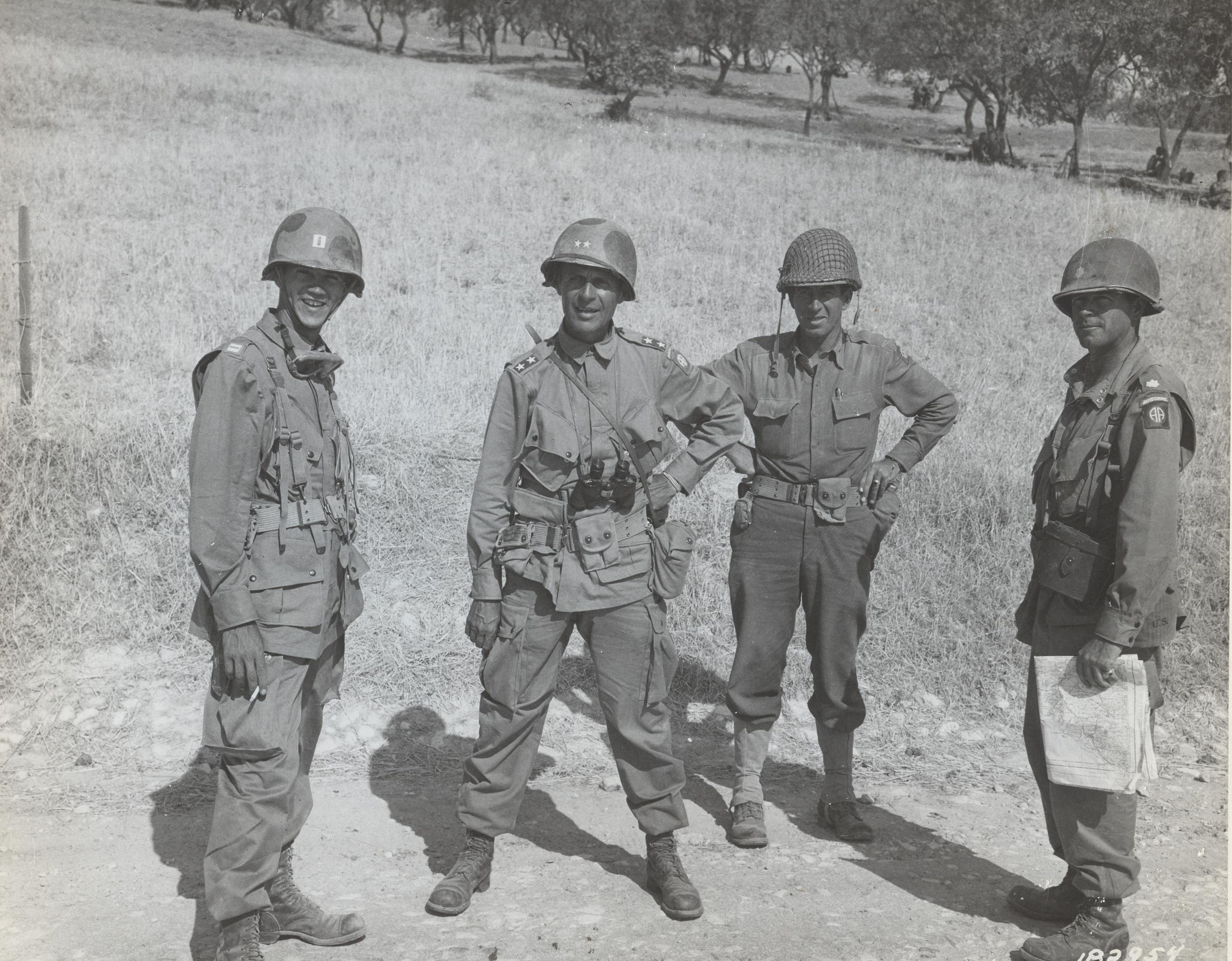
Ridgway (2. v. l.) in Ribera, Sizilien, Juli 1943

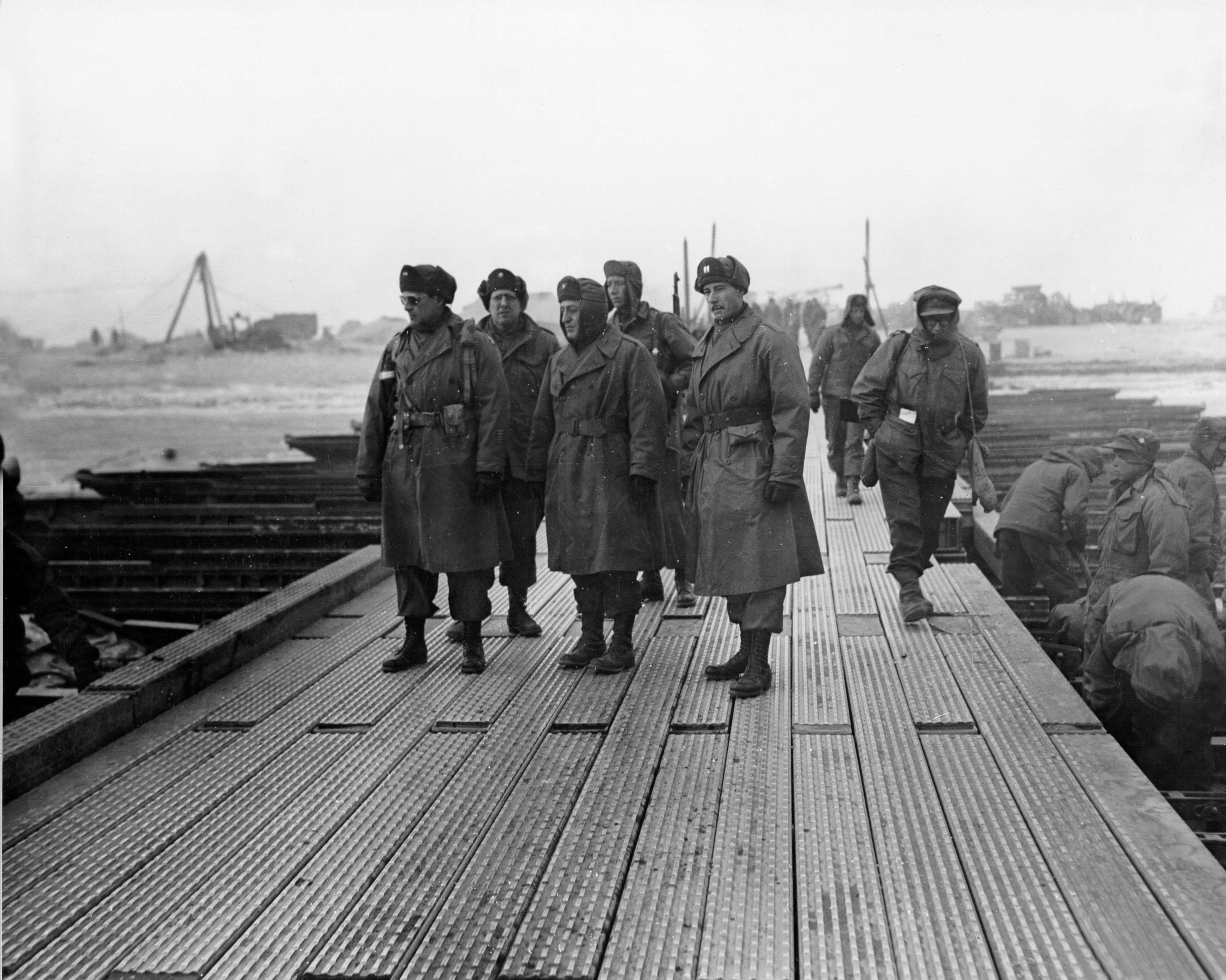
Ridgway (links) in Korea, Januar 1951

Nach Ausbruch des Zweiten Weltkrieges beorderte ihn Marshall zur War Plans Division in Washington, D.C. Im August 1942 wurde er zum Major General befördert und erhielt das Kommando über die 82. US-Luftlandedivision, eine der fünf Fallschirmjäger-Divisionen der US Army. 1943 half er bei der Planung der Luftlandeoperationen im Rahmen der Sizilieninvasion (Operation Husky). Am 10. Juli 1943 setzten die USA zum ersten Mal Fallschirmjäger im Kampf ein.
Am 6. Juni 1944 nahm er mit der 82. US-Luftlandedivision an der Landung in der Normandie teil, wo er 33 Tage mit seinen Truppen in Saint-Sauveur-le-Vicomte kämpfte. Im September 1944 kommandierte er das XVIII. US-Luftlandekorps, überquerte den Rhein und traf am 2. Mai 1945 in Deutschland auf die Rote Armee. Am 9. Juni 1945 wurde er zum Lieutenant General befördert.

#### Koreakrieg und danach
Von 1948 bis 1949 war er Oberbefehlshaber des US Caribbean Command, danach Stabschef von General J. Lawton Collins. 1950 erhielt er nach dem Tod von Lieutenant General Walton Walker das Kommando über die 8. US-Armee in Korea. Am 25. Januar 1951 begann unter seiner Leitung die Gegenoffensive. Nach der Abberufung von General Douglas MacArthur beförderte man ihn zum General und machte ihn zum Oberbefehlshaber Fernost und Kommandeur der UN-Truppen unter dem United Nations Command.
Am 30. Mai 1952 übernahm Ridgway den Posten als Supreme Allied Commander Europe (SACEUR) von General Dwight D. Eisenhower. Er verärgerte aber die alliierten Befehlshaber in Europa, da er nur US-Amerikaner in seinem Stab hatte. Deshalb wurde er im Juli 1953 in die USA zurückbeordert um General Collins als Chief of Staff of the Army zu ersetzen. Er war bis 1955 Stabschef.
Nach seiner vorzeitigen Pensionierung im Juni 1955 veröffentlichte er seine Autobiographie The Memoirs of Matthew B. Ridgway  (1956). Er war eine Zeit lang Stiftungs-Vorsitzender des Mellon Institute of Industrial Research in Pittsburgh, Pennsylvania.

Als sein Sohn 1971 bei einem Autounfall ums Leben kam, verschlechterte sich der seelische Zustand von Ridgway zusehends.
Am 12. Mai 1986 erhielt er die Presidential Medal of Freedom von Präsident Ronald Reagan. Er nahm auch an Reagans Besuch des Soldatenfriedhofs Kolmeshöhe (bei Bitburg) teil und schüttelte dort dem ehemaligen Kriegsgegner Johannes Steinhoff die Hand. Ridgway starb im Juli 1993.

## US Army-Studie (2011): Ridgways operationelles Geschick
Die United States Army School of Advanced Military Studies veröffentlichte 2011 eine Monografie über Ridgways Führungskunst (operational art). Ein Auszug aus dem Abstract:

...Ridgway overcame inadequacy. Although he completed all the military education available, it was only after intense crucible of three combat operations that he eventually applied operational art successfully. Ridgway achieved tactical success but did not adequately apply operational art from HUSKY, NEPTUNE and MARKET. Ridgeway learned from his failures and progressively improved his application of operational art during the BULGE and VARSITY. Not until his fifth experience, did he master operational art. ... the most important subcomponent of visualization depends on eleven elements of operational art. These elements are the template this monograph uses

„[übersetzt etwa:] Ridgway überwand seine Unvollkommenheit. Obwohl er alle damals erhältlichen militärischen Schulungen durchlaufen hatte, wendete er erst nach drei umfangreichen Feuerproben – Operation Husky, Operation Neptune und Market Garden – die Einsatzkunst ('operational art') adäquat an. Ridgway lernte aus seinen Fehlern und verbesserte sich während der Ardennenoffensive und Operation Varsity [Luftlandeoperation am 24. März 1945 bei Wesel zwecks Brückenkopf]. Danach konnte er es.“

## Ehrungen und Auszeichnungen
Ehrungen
- In der Historischen Rangordnung der höchsten Offiziere der Vereinigten Staaten wird er auf dem 25. Rang geführt.
- Ridgway Court in Pittsburgh (Pennsylvania), seiner zeitweisen Heimatstadt
- Matthew B. Ridgway Zentrum für internationale Sicherheitsstudien an der University of Pittsburgh, Pennsylvania.
- Matthew Ridgway Blvd. vor dem Soldiers and Sailors Memorial Hall and Museum in  Pittsburgh
- Titelbild des Time-Magazins vom 5. März und 16. Juli 1951

Auszeichnungen
Auswahl der Dekorationen, sortiert in Anlehnung der Order of Precedence of Military Awards:
- Distinguished Service Cross (2 ×)
- Army Distinguished Service Medal (4×)
- Silver Star (2 ×)
- Legion of Merit (2 ×)
- Bronze Star (2 ×)
- Purple Heart
- National Defense Service Medal
- Korean Service Medal
- Presidential Medal of Freedom
- Großkreuz der französischen Ehrenlegion

## Werke
- The Memoirs of Matthew B. Ridgway (1956)